# Jordan Hall (basket-ball)
Pour les articles homonymes, voir Jordan Hall.
Jordan Davante Hall, né le 14 janvier 2002 à Wildwood dans le New Jersey, est un joueur américain de basket-ball évoluant aux postes de meneur et arrière.

## Biographie

### Carrière professionnelle

#### Spurs de San Antonio (2022)
En août 2022, il signe un contrat two-way en faveur des Spurs de San Antonio. Il est coupé le 24 octobre 2022.
Après le départ de Joshua Primo, les Spurs signent un contrat d'une saison avec Hall. Il est coupé le 29 novembre 2022.

## Statistiques

### Universitaires
| Saison    | Équipe       | Matchs | Titul. | Min./m | % Tir | % 3pts | % LF | Rbds/m. | Pass/m. | Int/m. | Ctr/m. | Pts/m. |
| --------- | ------------ | ------ | ------ | ------ | ----- | ------ | ---- | ------- | ------- | ------ | ------ | ------ |
| 2020-2021 | Saint-Joseph | 20     | 18     | 31.9   | .380  | .351   | .760 | 5.9     | 5.7     | 1.3    | .1     | 10.6   |
| 2021-2022 | Saint-Joseph | 30     | 29     | 34.9   | .393  | .362   | .737 | 6.7     | 5.8     | 1.2    | .2     | 14.1   |
| Carrière  | Carrière     | 50     | 47     | 33.7   | .389  | .358   | .748 | 6.3     | 5.7     | 1.2    | .1     | 12.7   |